# Música de Parodius
La música de Parodius es uno de los aspectos más distintivos de esa saga de videojuegos. Los juegos hacen un uso extensivo de música clásica y otras piezas bien conocidas para presentarlas en forma remixes alocados. Según Hidenori Maezawa, compositor de la música de Parodius ～Tako wa Chikyū o Sukū～, el uso de música clásica de dominio público en el juego original fue la consecuencia de tener sólo un mes de plazo para completar toda la banda sonora. Asimismo también se versionan temas de la saga de videojuegos Gradius, de videojuegos de Konami y de la música popular. Muy pocas de las piezas de Parodius son originales y no versiones.

## CD oficiales originales de música de la serie
La música de la serie ha sido lanzada en Japón en varios CD y sus números de catálogo son:

### CD de cada título individual
BY12 5023 - Original Sound of Parodius ■ MSX Version ■ (editado primeramente en casete con referencia KHY 1032)

KICA 1011 - Parodius Da!

KICA 1032 - Parodius Da! Perfect Selection

KICA 7641 - Gokujou Parodius

KICA 7689 - Jikkyou Oshaberi Parodius (versión de Super Famicom)

KICA 7730 - Jikkyou Oshaberi Parodius ~Forever With me~ (versiones PlayStation y Saturn)

KICA 7703 - Sexy Parodius

KICA 7759 - Kyuukyoku Parodius (Drama CD)

### CD recopilatorios
KICA-1046~7 - Konami Ending Collection

KICA-7674 - Winbee Neo Cinema Club 3

KICA-7670 - Midi Power Pro Best Selection

KICA-7602 - MIDI POWER X68000 COLLECTION ver.1.0

WT 200 - Mega Video Game Music Volume 1

CM-2113 - Konami Music Masterpiece Collection: recopilatorio de música de diversos títulos de Konami, entre ellos de Parodius da! en el CD número 4

SCDC-00463 - Classic in Game Music - Legend Compilation Series

SCDC-00410~7 - Legend of Game Music ~Premium Box~: recopilatorio de música de videojuegos de diversas compañías en el que el CD 8 está dedicado a los títulos de Konami para MSX, entre ellos Parodius

GFCA-270~2 - Slot Uta: recopilatorio de música de tragaperras de Konami, con Pachislot Gokuraku Parodius entre ellas

LC-2039~48 - KONAMI SHOOTING COLLECTION

GFCA-501~10 - MUSIC from KONAMI ARCADE SHOOTING

GFCA-556~68 - MUSIC from KONAMI ANTIQUES -FAMILY COMPUTER-

## Parodius ～Tako wa Chikyū o Sukū～
| Parte donde aparece                             | Nombre de la pista de sonido | Remezcla de |
| ----------------------------------------------- | ---------------------------- | --- |
| Planeta 1: "Uru-Sei"                            | Crimen del siglo             | Concierto para piano n.º 1 de Piotr Ilich Chaikovski                                                                     |
| Planeta 2: "Shoubu-Sei"                         | Derecho del pulpo            | Sonata para piano n.º 14 Op. 27 n.º 2 Claro de luna, 3.er movimiento de Ludwig van Beethoven                             |
| Planeta 3: "Meiwaku-Sei"                        | Ilusión del pulpo            | Suite Peer Gynt n.º 1 IV. En la gruta del rey de la montaña de Edvard Grieg Impromptu Fantasía Op. 66 de Frédéric Chopin |
| Planeta 4: "Meika-Sei"                          | Mundo de dulces              | Sinfonía n.º 9 del Nuevo Mundo, 4.º movimiento de Antonín Dvořák El desfile de los soldados de hojalata de Leon Jessel   |
| Planeta 5: "You-Sei (Planeta fantasma japonés)" | Vals del pulpo               | El lago de los cisnes de Piotr Ilich Chaikovski                                                                          |
| Planeta 6: "You-Sei (Planeta fortaleza)"        | Destino del pulpo            | Cabalgata de las valquirias de Richard Wagner Sinfonía n.º 5 en do menor, Op. 67 1.er movimiento de Ludwig van Beethoven |
| Nivel extra                                     | Dulce emoción                | 'Marcha de los toreros' (preludio del acto I de la ópera Carmen) de Georges Bizet Rapsodia húngara n.º 2 de Franz Liszt  |
| Crisis                                          | Crisis 4.º movimiento        | Sinfonía n.º 9 IV. Prestissimo; Seid umschlungen, Millionen! de Ludwig van Beethoven                                     |
| Jefe                                            | Música de jefe               | El vuelo del moscardón de Nikolai Rimsky-Korsakov                                                                        |

## Parodius Da! －Shinwa kara Owarai e－
| Parte donde aparece                                           | Nombre de la pista de sonido                       | Remezcla de |
| ------------------------------------------------------------- | -------------------------------------------------- | --- |
| Tema inicial                                                  | Del mito a la comedia                              | Gradius II, demo del título: 'Demo del título' |
| Tema de dogfight (Vic Viper)                                  | Tema de Vic Viper                                  | Gradius, dogfight: 'Comienzo de la historia' (remezcla) |
| Dog Fight (TwinBee)                                           | Tema de TwinBee                                    | TwinBee - Música de inicio de nivel |
| Dog Fight (Pentarou)                                          | Tema de Pentarou                                   | Antarctic Adventure - Melodía de inicio (al comienzo) |
| Nivel 1 (La cala del pingüino pirata)                         | Isla de los piratas                                | Polca Bajo truenos y relámpagos de Johann Strauss II |
| Jefe intermedio (Gato barco) (Nivel 1, Nivel 9)               | Crisis 4º movimiento                               | Sinfonía n.º 9 IV. Prestissimo; Seid umschlungen, Millionen! de Ludwig van Beethoven |
| Jefe (Pingüino pirata)(Niveles 1, aleatorio, 7 y 8)           | ¡Es la música del jefe!                            | El vuelo del moscardón de Nikolai Rimsky-Korsakov |
| Nivel 2 (Circo)                                               | El payaso derrama lágrimas tres veces              | Concierto para piano n.º 1 de Piotr Ilich Chaikovski 'Danza de los mirlitones' de El cascanueces de Piotr Ilich Chaikovski |
| Jefe intermedio del nivel 2 (Bailarina de Las Vegas)          | Tema de Chichibinta Rika                           | Gradius II (Vulcan Venture), nivel 8-3: 'El enemigo final' |
| Jefe intermedio del nivel de NES (Señora Mishitarina)         | (?)                                                | Gradius II (Vulcan Venture), nivel 8-3: 'El enemigo final' |
| Jefe del nivel 2 (Águila americana)                           | Tema del águila Sabu                               | Gradius II (Vulcan Venture), tema de jefe de fase: '¡Cuidado!' |
| Nivel 3 (El castillo)                                         | Laberinto                                          | 'Trepak' de El Cascanueces de Piotr Ilich Chaikovski 'Final' de la Obertura de Guillermo Tell de Gioacchino Rossini |
| Jefe nivel 3 (Labios calientes)                               | Tema de Labios calientes                           | Can-can del Orfeo en los infiernos de Jacques Offenbach |
| Nivel de NES (Parque de atracciones)                          | (?)                                                | Annen Polka, Op. 117 de Johann Strauss II |
| Jefe intermedio del nivel de NES (Portaaviones Moai)          | (?)                                                | Gradius II (Vulcan Venture), nivel 8-3: 'El enemigo final' |
| Jefe final del nivel de NES (Pato robot gigante)              | ¡Es la música del jefe!                            | El vuelo del moscardón de Nikolai Rimsky-Korsakov |
| Nivel 3 de Game Boy (Hielo)                                   | (?)                                                | Suite Peer Gynt n.º 1, IV. En la gruta del rey de la montaña de Edvard Grieg Impromptu Fantasía Op. 66 de Frédéric Chopin |
| Jefe del nivel 3 de Game Boy (Cerebro Congelante)             | (?)                                                | (?) |
| Nivel 4 (Cerezos rosas)                                       | ¡Ah! Recorriendo Japón despreocupadamente          | Danza del sable de Aram Khachaturian Danza húngara n.º 5 de Johannes Brahms (en Sony PSP) |
| Jefe del nivel 4 (Luchador de sumo)                           | Tema de Butashio                                   | Yagibushi |
| Nivel aleatorio (Acorazado espacial Moái)                     | El acorazado espacial Moái                         | L'Arlésienne Suite n.º 2, Farandole de Georges Bizet Gradius II: 'La antigua edad de piedra' |
| Nivel oculto de NES (Dentro del acorazado)                    | (?)                                                | Yagibushi |
| Jefe del nivel oculto de NES (Cabeza Moái)                    | (?)                                                | El vuelo del moscardón de Nikolai Rimsky-Korsakov |
| Nivel 6 (El pinball)                                          | Enardezcámonos con la Marcha Gunkan                | Marcha Gunkan, Marcha de la Marina Japonesa, de Tokichi Setoguchi |
| Jefe nivel 6 (Máquina de pinball)                             | Tema del núcleo de neón                            | Contra (NES), nivel 3: 'Cataratas' (Acordes al inicio) Gradius, tema de jefe de nivel: 'Portaaviones' |
| Nivel 7 (Lindos amigos)                                       | Lindos amigos                                      | Vals de las flores de El cascanueces de Piotr Ilich Chaikovski |
| Jefe nivel 7 (Mujer gigante)                                  | (?)                                                | Vuelo del abejorro de Nikolai Rimsky-Korsakov |
| Nivel 8 (El mundo submarino)                                  | Desde el país del lejano norte '90                 | Concierto de violín en mi menor, Op. 64 de Felix Mendelssohn Marcha Bajo el águila doble de Josef Franz Wagner |
| Jefe nivel 8 (Pez globo)                                      | (?)                                                | Vuelo del abejorro de Nikolai Rimsky-Korsakov |
| Nivel 9 (Cementerio)                                          | Noche de los muertos vivientes                     | Suite Peer Gynt n.º 1, IV. En la gruta del rey de la montaña de Edvard Grieg Sinfonía n.º 3 en mi bemol mayor Op. 55 Eroica, II. Marcia funebre. Adagio assai de Ludwig van Beethoven 'Escena 1' de El lago de los cisnes, Op. 20 de Piotr Ilich Chaikovski |
| Jefe nivel 9 (Fantasma de guerra feudal japonés)              | Yoshihara, el tema de la cortesana del período Edo | 'La Tormenta' de la Obertura de Guillermo Tell de Gioacchino Rossini |
| Nivel exclusivo de Super Famicom (Casa de baño)               | ¡A las duchas!                                     | Kalinka canción popular de Rusia de Ivan Larionov Danza húngara n.º 5 de Johannes Brahms |
| Jefe del nivel exclusivo de Super Famicom (Pulpo burbujeante) | (?)                                                | 'Paseo' de Cuadros de una exposición de Modest Músorgski |
| Nivel final                                                   | Tema de la fortaleza del pulpo                     | Gradius, tema del nivel final (Fortaleza de Zeos) |
| Jefe final (Pulpo)                                            | Tema del pulpo Golgoda                             | Gradius, tema de jefe de nivel: 'Portaaviones' |
| OMAKE! Nivel de reto ("Piruleta") (sólo en Super Famicom)     | Tema de Butashio                                   | Mayim Mayim, canción popular israelí |
| OMAKE! Nivel de reto (PC Engine)                              | (?)                                                | 'Méditation' de Thaïs de Jules Massenet |
| Música desconocida de PC Engine 1                             | Desconocida                                        | Desconocida |
| Música desconocida de PC Engine 2                             | Desconocida                                        | Galopando al Payaso by Dmitri Kabalevski [cita requerida] |
| Música desconocida de PC Engine 3                             | Desconocida                                        | Kalinka canción popular de Rusia de Ivan Larionov Danza húngara n.º 5 de Johannes Brahms |
| Nivel secreto del tren (Sólo en PS1 y Sega Saturn)            | Nivel de Thunderforce                              | Thunder Cross, tema del nivel 4: 'Gran acorazado' |
| Prueba de Balance (Sólo X68000)                               | (?)                                                | (?) |
| Fase bonus (Sólo Game Boy)[cita requerida]                    | (?)                                                | 'Final' de la Obertura de Guillermo Tell de Gioacchino Rossini |
| Fase bonus (Sólo teléfonos móviles)[cita requerida]           | (?)                                                | (?) |

## Gokujō Parodius!
| Parte donde aparece                                         | Nombre de la pista de sonido                     | Remezcla de |
| ----------------------------------------------------------- | ------------------------------------------------ | --- |
| Tema inicial                                                | Los viejos tiempos                               | Gradius III, tema del opening: 'Preludio de leyenda' |
| Tema de selección de jugador                                | ¡Vamos juntos!                                   | Vals de La bella durmiente de Piotr Ilich Chaikovski |
| Dog Fight (Kid Dracula) (SNES)                              | Tema de Dracula-kun                              | Kid Dracula, tema de la fase 1: '¡Vamos, vamos! ¡Al castillo! (que a su vez es un remix del tema de la fase 1 de Castlevania III: Dracula's Curse, 'Comienzo') |
| Dog Fight (Goemon & Ebisumaru) (SNES)                       | Tema de Goemon                                   | Ganbare Goemon 2 (NES/Famicom), Tema de la fase 1: 'Comienzo del viaje' |
| Dog Fight (Upa) (SNES)                                      | Tema de Upa                                      | Bio Miracle Bokutte Upa, tema del nivel 1-1: 'Samba de sonajero' |
| Nivel 1 (Grúa gigante)                                      | El juego de la grúa                              | In the Mood de Joe Garland Sustituido en PSP de Turkey in the straw, canción folk americana. |
| Jefe nivel 1 (Bailarina Panda)                              | El panda bailarín                                | 'Marcha de los toreros' (preludio del acto I de la ópera Carmen) de Georges Bizet |
| Nivel 2 (Reencuentro con el acorazado gato)                 | Acorazado gato para siempre                      | Barras y estrellas por siempre de John Philip Sousa |
| Jefe nivel 2 (La sirena gigante)                            | Soy Eliza                                        | Tema original arreglado de Kukeiha Club |
| Nivel 3 (Reino de los dulces)                               | Festival deportivo de caramelos                  | Tritsch-Tratsch Polka de Johann Strauss II |
| Nivel 3 Boss (Rayo congelante)                              | Mambo de cocina                                  | Mambo n.º 5 de Dámaso Pérez Prado El desfile de los soldados de hojalata de Leon Jessel (en Sony PSP) |
| Nivel Especial (Reencuentro con el acorazado espacial Moai) | Una vez más, aquí llega el barco de los hermanos | Cabalgata de las valquirias de Richard Wagner Gradius II: 'La antigua edad de piedra' |
| Jefe especial (Cabeza Moai)                                 | Amor de Yoshiko y Yoshio                         | Aires gitanos (Zigeunerweisen), Op. 20 de Pablo de Sarasate Sinfonía n.º 25, en sol menor, K. 183/173dB I. Allegro con brio de Wolfgang Amadeus Mozart |
| Nivel 4 (Carretera)                                         | ¡Corre! ¡Corre! ¡Corre!                          | 'Final' de la Obertura de Guillermo Tell de Gioacchino Rossini |
| Jefe nivel 4 (Máquina Semáforo)                             | Bésame los pies                                  | Gradius, tema de jefe de nivel: 'Portaaviones' Una noche en el Monte Pelado de Modest Músorgski (en Sony PSP) |
| Fase 5 (Desfile espacial)                                   | Desfile espacial de éxitos                       | Popurrí de varias canciones infantiles: Yankee Doodle Ej Lučka, Lučka, canción tradicional checa Mary Had a Little Lamb Der Flohwalzer London Bridge Is Falling Down Picnic |
| Jefe de la fase 5 (Cápsula de power-up)                     | Monstruo cápsula "Cappuccino"                    | Sonata para piano n.º 11 en la mayor, K. 331 III. Rondo alla Turca de Mozart |
| Nivel 6 (Conejos japoneses)                                 | ¿Qué ves cuando saltas?                          | Popurrí de varias canciones tradicionales japonesas: Jyuugoya Otsuki-san de Nagayo Motoori Kagome-kagome Sakura Sakura (Flor de cerezo) O-Edo Nihonbashi Toryanse Hanayome-Ningyou de Haseo Sugiyama |
| Jefe nivel 6 (Coneja geisha)                                | ¡Ah! ¡Princesa de la luna!                       | Canción tradicional japonesa Zui-Zui-Zukkorobashi |
| Nivel final (Salón de baile)                                | Baile Paro-Paro                                  | Sinfonía n.º 9 del Nuevo Mundo IV. movimiento de Antonín Dvořák |
| Jefe intermedio del nivel final (La bailarina de Las Vegas) | Rika de patrulla                                 | Gradius II (Vulcan Venture), nivel 8-3: 'El enemigo final' |
| Jefe nivel final (La pulpo)                                 | ¡Bésame los pies!                                | Gradius, tema de jefe de nivel: 'Portaaviones' |
| Nivel especial                                              | Memorias de disparos                             | Popurrí de canciones de Konami: A. Gradius, nivel 1: 'Rival 1985' B. Twinbee, música de Power up de campana: 'Poderes fantásticos' C. Life Force, nivel 1: 'El poder de la ira' D. A-Jax, nivel 1: 'Comando 770' E. Gradius III, nivel 2: 'Ilusión acuática' F. Thunder Cross, nivel 2: 'Caminante celeste' G. Gradius II, nivel 1 (nivel de fuego): 'Calor abrasador' |
| Jefe del nivel especial                                     | Tema de Pentarou-X                               | El vuelo del abejorro de Nikolai Rimsky-Korsakov |
| Tema final                                                  | Despedida amorosa                                | Gradius II (Vulcan Venture), tema final: 'Despedida' |
| Tema de rankings                                            | ¡Ranking definitivo!                             | 'Marcha' de El cascanueces de Piotr Ilich Chaikovski |
| Pista de sonido sin usar                                    |                                                  | Habanera: L'amour est un oiseau rebelle (del acto I de la ópera Carmen) de Georges Bizet |
| Pista de sonido sin usar                                    |                                                  | Je te veux de Erik Satie Vals de El Danubio azul de Johann Strauss II |
| Pista de sonido jugar otra vez                              | Por favor, Juega Otra Vez ¿OK?                   | Gradius II, tema de game over |

## Jikkyō Oshaberi Parodius
| Parte donde aparece                                                               | Nombre de la pista de sonido | Remezcla de |
| --------------------------------------------------------------------------------- | --- | --- |
| Tema inicial                                                                      | (?) | (?) |
| Elección del personaje                                                            | (?) | (?) |
| Dog Fight (Vic Viper)                                                             | Tema de Vic Viper y Lord British | Gradius, 'Comienzo de la historia' |
| Dog Fight (Kid Dracula) (PSX/Saturn)                                              | Tema de Dracula-kun | Akumajō Special: Boku Dracula-kun, Tema de la fase 2 (en la parte de las nubes): '¡Brinca, camina, salta! Sobre las nubes' |
| Nivel 1 (Salón de baile)                                                          | - ¡Me acuerdo de eso! - PSP: Brilliant2U (Parodius Edit) | "That's the Way (I Like It)" de H.W. (KC) Casey y Richard Finch. Reemplazada en PSP de Brilliant2U de Dance Dance Revolution de Naoki Maeda (por problemas de licencia) |
| Jefe nivel 1 (Bola gigante de discoteca)                                          | Bola de espejo para siempre | (?) |
| Jefe nivel 1 (Reencuentro con el Panda gigante bailarín)                          | Judy, mi amor | Love is Calling Me de Judy Ongg (instrumental, pero cantada en versión de PS1) |
| Nivel 2 (La escuela)                                                              | Danza popular de Tokimeki (versión de Super Famicom) Días de colores del sueño (versión vocal de Danza popular de Tokimeki) (versión de PlayStation y Saturn) | Cuartos de Westminster (no aparece en versiones PS1 y SEGA Saturn) Tokimeki Memorial, Tema de Yuko (instrumental, pero cantada en versión de PS1) Danzas polovtsianas, fragmento de la ópera de El príncipe Igor de Aleksandr Borodín Tokimeki Memorial, Tema de Shiori (instrumental, pero cantada en versión de PS1) |
| Jefe del nivel 2 (Hikaru y Akane)                                                 | ¡Gigantesco! | Csikos Post de Hermann Necke |
| Nivel 3 (Mundo de Twinbee)                                                        | La estación que trae el sol | Minueto en sol mayor de Christian Petzold anteriormente atribuido a Johann Sebastian Bach Varias músicas de Twinbee: - Detana!! TwinBee, nivel 1: 'Regalo del viento' - Detana!! TwinBee, nivel 3: 'Laputa: fortaleza en el cielo'                                                                                     |
| Jefe Nivel 3 (Nave de Dr. Mardock) (Nave de Dr. Warumon)                          | El Megami Ramei | (Tema original arreglado de Kukeiha Club) |
| Jefe nivel 3 (Lady Jiggly Boingbee)                                               | Bienvenida, abeja sexy | TwinBee Yahho!, jefe del nivel 1: Besa mi Sombrilla |
| Nivel 4 (Japón Feudal)                                                            | Ganbare Goemon, un viaje acelerado | Diamond Head de Danny Hamilton. Ganbare Goemon (NES), nivel 1: 'Castillo' |
| Jefe nivel 4 (Goemon Compacto)                                                    | ¡Es Goemon compacto! | Ganbare Goemon 2 de SNES, tema de jefe de nivel |
| Nivel 5 (Parodia de Xexex)                                                        | El Vals de los dulces | Arabesque n.º 1 de Claude Debussy Je te veux de Erik Satie |
| Jefe del nivel 5 (Pistola congelante)                                             | Por favor, bésame, Macchan | Gradius II (Vulcan Venture), tema de jefe de fase: '¡Cuidado!' |
| Nivel 6 (Lethal Enforcers)                                                        | Hiperpatrullero | Lethal Enforcers, "El secuestro" (nivel 3-1): 'Desesperado de sobrevivir' |
| Jefe del nivel 6 (Super Nintendo) (Puzzle Master)                                 | Vamos a jugar con el maestro | Taisen Puzzle Dama (arcade), último jefe de nivel: Tema del Shogun |
| Jefe intermedio del nivel 6 (Saturn y PSone) (Gato tren)                          | Chu chu gato tren | (Tema original arreglado de Kukeiha Club) |
| Jefe del nivel 6 (Saturn y PSone) (Gato tren)                                     | John Robi es sorprendido | El vuelo del moscardón de Nikolai Rimsky-Korsakov |
| Nivel de varios jefes - (Preludio, 1.er jefe: Buque de guerra núcleo Mk II)       | ¡Super servicio! | Gradius, tema de jefe de nivel: 'Portaaviones' |
| Jefe nivel de varios jefes - (Jefe 2 - Fantasma del Templo Horo)                  | Un monstruo aparece... ¡Qué! | The Legend of the Mystical Ninja (Ganbare Goemon: Yukihime Kyuushutsu Emaki), tema del combate contra el jefe |
| Nivel de varios jefes - (Jefe 3 - Reencuentro con Zakobee)                        | ¡Música famosa!¡Sorpréndete, granuja cañón! | Pop'n Twinbee, tema de jefe 1 |
| Nivel de varios jefes (Taisen Puzzle Dama) (PS1 / Saturn) (Jefe 1: John Wan Jiro) | El jardín de Wan Jiro | Taisen Puzzle Dama (arcade), tema del menú Taisen Puzzle Dama (arcade), tema de selección de personaje |
| Nivel de varios jefes (Taisen Puzzle Dama) (PS1 / Saturn) (Jefe 2: Penclaw)       | ¡Penclaw luchador! | Taisen Puzzle Dama (arcade), tema de victoria |
| Nivel de varios jefes (Taisen Puzzle Dama) (PS1 / Saturn) (Jefe 3: Puzzle Master) | Vamos a jugar con el maestro | Taisen Puzzle Dama (arcade), último jefe de nivel: Tema del Shogun |
| Nivel 7 (Preludio)                                                                | ¡Vamos a darlo todo en la última batalla aérea! | Gradius III, dogfight n.º 2: Desafía a la estrella |
| Nivel 7 (Base final)                                                              | ¡Es hora de la fiesta! | Parodius Da!, tema del opening, Baile de Parodius Gradius III, nivel 10-1: Fortaleza mecánica |
| Nivel 7 (Pared de cañones de peces)                                               | ¡Nade, Sr. Pez Dorado!¡Menee!¡Menee! | Tema original de Konami |
| Nivel 7 (Guante final)                                                            | Festival final | Gradius III, área del Shadowdancer: Disparo final |
| Nivel 7 (Preludio del jefe final)                                                 | Aunque los dos seáis tontos, podéis bailar | Gradius II (Vulcan Venture), nivel 8-3: El enemigo final |
| Nivel 7 (Jefe final)                                                              | Sobre el pulpo | Gradius, tema de jefe de nivel: Portaaviones |
| OMAKE 1                                                                           | ¡Asalto! La cena está cerca | Serenata n.º 13 K 525, Eine kleine Nachtmusik primer movimiento de Wolfgang Amadeus Mozart |
| OMAKE 2                                                                           | Paruth - (P.1 Grand Prix) | TRUTH de T-Square |

## Sexy Parodius
| Parte donde aparece                                                       | Nombre de la pista de sonido                | Remezcla de |
| ------------------------------------------------------------------------- | ------------------------------------------- | --- |
| Selección de personaje                                                    | Surtido de centelleos                       | Twinkle Twinkle Little Star (Variación n.º 5 de Doce variaciones sobre "Ah vous dirai-je, Maman", K.265/300e de Wolfgang Amadeus Mozart) |
| Dogfight n.º 1 (Option)                                                   | Tema de Option y Multiple                   | (Tema original arreglado de Kukeiha Club) |
| Dogfight n.º 2 (Shooting Star)                                            | El Tema de Shooting Star                    | Twinbee Yahho!, nivel 1: Vuelo gemelo |
| Dogfight n.º 3 (Black Viper)                                              | Salida para Sexy                            | Gradius III, dogfight n.º 1: Salida del espacio (remezcla) |
| Nivel 1 (Los pastos del norte)                                            | Marcha pastoral                             | Hokkaido ha dokoniaru? Kokoniaru! (intro) de Gontiti American Patrol de Frank W. Meacham My Old Kentucky Home de Stephen C. Foster |
| Jefe nivel 1 (La mazorca Chiwa)                                           | Rapsodia del maíz                           | Fuchs, du hast die Gans gestohlen de Ernst Anschütz |
| Nivel 2 (El balneario)                                                    | Baño superveloz                             | Csikos Post de Hermann Necke |
| Jefe nivel 2 (Pingüino del retrete)                                       | El asiento del retrete y el pingüino        | Summ, Summ, Summ de Hoffmann V. Fallersleben (Canción infantil alemana) Música de circo: Trueno y resplandores de Louis-Phillipe Laurendeau, adaptada de Entrada de los gladiadores de Julius Fučík |
| Nivel 3A (Palacio de geishas)                                             | Yie Ar Kung-Fu va al palacio del Rey dragón | Jingle al inicio - Yie Ar Kung-Fu (NES) Música de las batallas 1 a 5 - Yie Ar Kung-Fu (Arcade) Música de las batallas 6 a 11 - Yie Ar Kung-Fu (Arcade) |
| Jefe nivel 3A (Otohime)                                                   | Hermosa Otohime                             | Mayim Mayim, canción popular israelí Korobeiniki canción popular de Rusia (en PSP) |
| Nivel 3B (El castillo)                                                    | Chu Chu Polka                               | Castlevania, nivel 1: 'Vampire Killer' Canción tradicional polaca, la polca del clarinete |
| Jefe nivel 3B (Medusa)                                                    | Bienvenido, chico                           | Castlevania, tema de jefe de nivel: 'Mente venenosa' Kalinka canción popular de Rusia de Ivan Larionov Danza húngara n.º 5 de Johannes Brahms |
| Nivel 4A (Almacén de chicas)                                              | Por favor, ¡ayúdenme!                       | El Bimbo de Claude Ciari |
| Jefe nivel 4A (El operador de la grúa)                                    | El baile portador                           | Habanera: L’amour est un oiseau rebelle (del acto I de la ópera Carmen) de Georges Bizet |
| Nivel 4B (Minas)                                                          | La luna apareció                            | Tankoubushi, canción tradicional japonesa Hokkai Bon'uta canción japonesa del festival del Obon |
| Jefe nivel 4B (Tejón gigante)                                             | Destino de Tanuko                           | Sinfonía n.º 5 en do menor, Opus 67, 1.er movimiento de Ludwig van Beethoven Serenata n.º 13 K 525 Eine kleine Nachtmusik, 1.er movimiento de Mozart Genkotsuyama no Tanukisan, canción infantil japonesa |
| Nivel 5 (Tesoro celeste)                                                  | ¡Cantemos!                                  | Himno de Batalla de la República, tema de la Guerra Civil Estadounidense de Julia Ward Howe J'ai perdu le do de ma clarinette, canción tradicional francesa |
| Jefe nivel 5 (Piruleta)                                                   | ¡Detruye el caramelo!                       | Gradius, tema de jefe de nivel: 'Portaaviones' |
| Nivel de varios jefes - (Jefe 1: Monstruo de la cápsula) Gokujō Parodius! | Monstruo cápsula "Cappuccino"               | Sonata para piano n.º 11 en la mayor, K. 331 III. Rondo alla Turca de Mozart |
| Nivel de varios jefes - (Jefe 2: Pingüino pirata) Parodius Da!            | ¡Es la música del jefe!                     | El vuelo del moscardón de Nikolai Rimsky-Korsakov |
| Nivel de varios jefes - (Jefe 3: Águila americana) Parodius Da!           | Tema del águila Sabu                        | Gradius II (Vulcan Venture), tema de jefe de fase: '¡Cuidado!' |
| Nivel de varios jefes - (Jefe 4: Labios calientes) Parodius Da!           | Tema de Labios calientes                    | Can-can del Orfeo en los infiernos de Jacques Offenbach |
| Nivel de varios jefes - (Jefe 5: Dama en la almeja)                       | Yūko es tu enemiga                          | Preludio n.º 7 Op. 28 de Frédéric Chopin 'Escena 1' de El lago de los cisnes, Op. 20 de Piotr Ilich Chaikovski |
| Nivel 6 (Taj Mahal)                                                       | ¡Aleluya, al fin!                           | 'Coro Aleluya' de El Mesías de Georg Friedrich Händel Música acuática de Georg Friedrich Händel Suite de bocetos caucásicos n.º 1 IV. Procesión del Sardar de Mikhail Ippolitov-Ivanov |
| Jefe de nivel 6 (Mujer gigante)                                           | Soy Kaori                                   | Gradius III, tema de jefe de nivel normal: 'Fuerza oscura' |
| Encender                                                                  | (?)                                         | Obertura 1812 de Piotr Ilich Chaikovski |
| Nivel especial                                                            | Tiroteo loco                                | Remix de músicas de varios matamarcianos de Konami: Gradius, nivel 1: 'Rival 1985' Thunder Cross II, nivel 1: 'Batalla aérea' Flak Attack/MX5000, nivel 1: 'Contraataque' Gradius II, nivel 3: 'Mundo de cristal' Lightning Fighters/Trigon, niveles 3 y 4: 'Alas fuertes' Gradius III, nivel 10-1: 'Fortaleza mecánica' |
| Jefe del nivel especial                                                   | ¿Soy sexy?                                  | Bagatela n.º 25 en la menor, WoO 59 Para Elisa de Ludwig van Beethoven |
| Tema de Jugar Otra Vez                                                    | Vamos a Jugar Otra Vez ¿OK?                 | Salamander, tema de game over: 'Crystal Forever' |